# Aubepierre-sur-Aube
Aubepierre-sur-Aube é uma comuna francesa na região administrativa de Grande Leste, no departamento de Haute-Marne. Estende-se por uma área de 43,1 km². Em 2010 a comuna tinha 189 habitantes (densidade: 4,4 hab./km²).